# Peter Kelly (Politiker)
Peter Kelly (* 17. August 1944 in Castlepollard, County Westmeath; † 2. Januar 2019 in Dublin) war ein irischer Politiker der Fianna Fáil. Von 2002 bis 2011 war er Teachta Dála (Abgeordneter) im Dáil Éireann.

## Biografie
Peter Kelly war früher als Bestatter und Pub-Besitzer tätig. Ab 1985 war er Mitglied des Longford County Councils geworden. Diesen Sitz hielt er bis 2003. Zuvor war er Mitglied des Longford Town Councils gewesen. 
Bei den Wahlen zum Dáil Éireann 2002 wurde er für die Fianna Fáil im Wahlkreis Longford–Roscommon gewählt. 2007 wurden für die Wahlen 2007 die Wahlkreise neu zugeschnitten. Kelly konnte dennoch im neugestalteten Wahlkreis Longford–Westmeath seinen Sitz verteidigen. Bei den Wahlen 2011 verlor die Fianna Fáil aber einen Großteil ihrer Sitze und auch Kelly konnte keinen Erfolg verbuchen. Später wurde bekannt, dass er an Krebs erkrankt war und verstarb daran zu Jahresbeginn 2019. 
Er war mit Maura verheiratet, mit der er drei Kinder hatte.